# Треска (река)
Треска је река у Северној Македонији, десна притока реке Вардара. Подаци о дужини реке варирају од 112 km (Општа енциклопедија), до 132 km (Мала енциклопедије) а њен слив износи 2 350 km².
Настаје од Ехловачке реке, која извире на источној страни Стогова, и њене десне саставнице Беличке реке, која долази са северне подине Илинске планине. Ток Треске почиње код села Другова, где се састају ова два њена изворишна крака, али се она у свом току короз кичевски крај зове Голема река, а кроз Порече - Велика река. Треском се зове од села Здуња, односно од њеног уласка у клисуру између Поречке и Скоппске котлине. Од спајања њених изворишних кракова ток јој је управљен ка истоку све до Кичевске котлине, у којој прима са леве стране Зајалску реку. Од Брода до Здуња у њеној долини проширења се смењују са кратким сутјескама, а од Здуња па до изласка у Скопско поље код манастира Матка, па у дужини од 28 km, долина Треске је стрма клисура, прави кањон, усечена у кечњачке стене 700-1000 m.
На завршетку клисуре је 1938. подигнута хидроцентрала Матка (камен темељац је освећен 9. маја 1937), чиме је у јуну настало језеро Матка. Ушће Треске је нешто ниже у Скопском пољу, код места Ђорче Петров.
Поред Зајалске реке, од важнијих притока прима Малу реку у поречком басену и Фуш реку у Скопском пољу, обе са леве стране.
У долини Треске изграђени су манастири Андреаш 1389, (са фрескама зоографа митрополита Јована, монаха Григорија и Калеста Кирила) и Матка (14. век с Богородичном црквом). Ту се налази и црква Св. Николе, остатка некадашњег манастира св. Николе Шишевског.